# Schanna Wladimirowna Friske

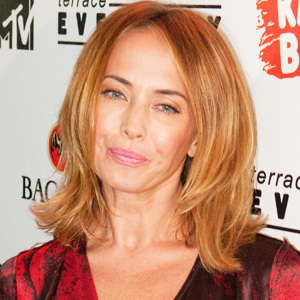
Schanna Friske (2011)

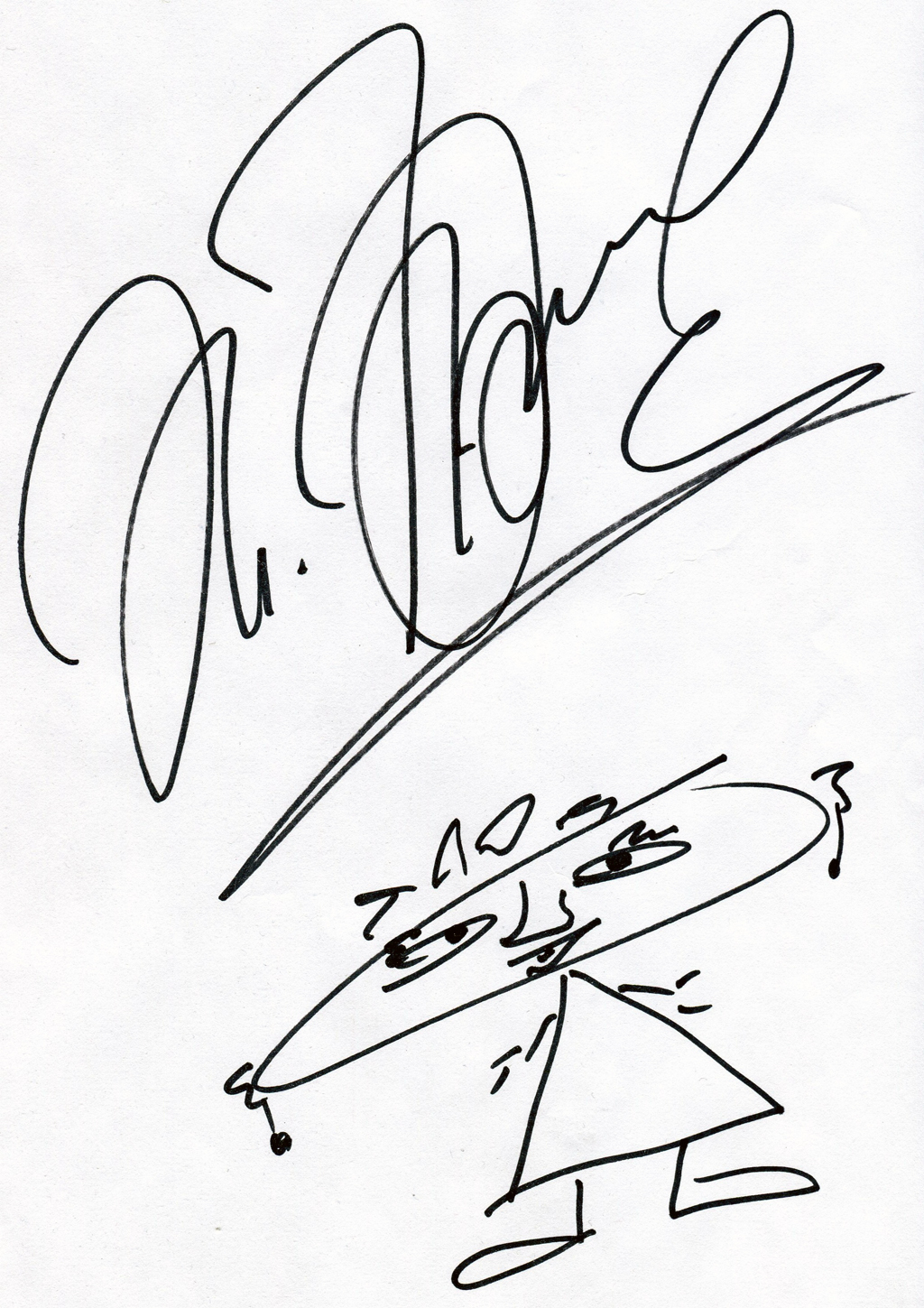
Unterschrift von Schanna Friske (2010)

Schanna Wladimirowna Friske (russisch Жа́нна Влади́мировна Фри́ске; * 8. Juli 1974 in Moskau, Russische SFSR, Sowjetunion; † 15. Juni 2015 in Balaschicha, Oblast Moskau, Russland) war eine russische Schauspielerin und Sängerin.

## Leben und Karriere
Friske wurde schon früh von ihren Eltern Wladimir Borissowitsch Kopylow (* 1952), der später seinen Nachnamen in Friske änderte und somit den Nachnamen seiner Mutter annahm, und Olga Wladimirowna (* 1952) musikalisch erzogen. Ihr Vater stammt mütterlicherseits aus einer russlanddeutschen Familie, ihre Mutter aus einer Kosakenfamilie aus dem Ural.
In der Kindheit lebte Friske sehr oft bei ihrer Großmutter Paulina Wilgelmowna Friske im Gebiet um Odessa, im historischen Siedlungsgebiet der Schwarzmeerdeutschen, von der sie praktisch auch erzogen wurde und die immer ein großes Vorbild für sie war.
In den 1990er Jahren wurde Friske durch die Girlgroup Blestjaschtschije (Блестящие) in Russland und auch international berühmt. Ursprünglich bildete sie zusammen mit Olga Orlowa und Polina Iodis ein Trio; zeitweise sangen auch Irina Lukjanowa, Xenia Nowykowa und Anna Grigorjewna Semenowitsch bei Blestjaschtschije. Ihre jüngere Schwester Natalja (* 1986) war von 2007 bis 2008 ebenfalls Mitglied bei Blestjaschtschije.
In Deutschland wurde Friske vor allem durch die Wächter-Filme Wächter der Nacht – Nochnoi Dozor (2004) und Wächter des Tages – Dnevnoi Dozor (2006) bekannt.
Ihre bekannteste Single als Solo-Sängerin ist La-la-la, die in den russischsprachigen Ländern ein Nummer-eins-Hit wurde. Friske trat oft bei gesellschaftlichen Anlässen in Erscheinung, was zu ihrem Image als It-Girl beitrug.
Im Januar 2014 wurde bei der Sängerin ein Gehirntumor festgestellt. Seitdem unterzog sie sich Behandlungen, auch in einer Klinik für Krebspatienten in New York. Für Friskes Krebsbehandlungen wurde ein beträchtlicher Geldbetrag – mithilfe des russischen Fernsehsenders Perwy Kanal – gesammelt. Die benötigte Summe betrug 68 Millionen Rubel. Der nicht benötigte Restbetrag wurde von Schanna Friske an eine Stiftung für krebskranke Kinder gespendet. Am 22. Juni 2014 gab die Sängerin bekannt, dass ihr Zustand sich gebessert habe und sie die Behandlung in New York fortsetze. Am 15. Juni 2015 erlag sie jedoch ihrem Krebsleiden; sie hinterließ ihren Sohn und ihren Mann.

## Diskografie

### Alben
- 2005: Schanna («Жанна»)

### Remix-Alben
- 2009: Жанна Фриске (Сборник Ремиксов)

### Singles (Auswahl)
- 2005: Ла-Ла-Ла
- 2005: Где-То Летом
- 2006: Малинки (mit Diskoteka Avariya)
- 2009: Портофино
- 2009: А на море белый песок
- 2012: Ты рядом (mit GeeGun)
- 2012: Padaet sneg (mit In-Grid)

## Filmografie
- 2004: Wächter der Nacht – Nochnoi Dozor (Ночной дозор)
- 2006: Wächter des Tages – Dnevnoi Dozor (Дневной дозор)
- 2010: Worüber Männer reden (О чём говорят мужчины)
- 2010: Wer bin ich? (Кто я?)
- 2011: Ein Schwiegervater zum Neujahr (О чём ещё говорят мужчины)
- 2013: Popugay Club (Stimme)
- 2013: Odnoklassniki.ru: naCLICKay udachu